# Ugovor o pomorskoj granici između Ekvatorske Gvineje i Nigerije
Ugovor o pomorskoj granici između Ekvatorske Gvineje i Nigerije je ugovor iz 2000. godine između Ekvatorske Gvineje i Nigerije koji ograničava dio pomorske granice između dviju zemalja.
Ugovor su 23. rujna 2000. u Malabu potpisali predsjednik Ekvatorske Gvineje Teodoro Obiang Nguema Mbasogo i nigerijski predsjednik Olusegun Obasanjo.

## Razgraničenje
Granica navedena u tekstu ugovora ne označava cijeli ugovor Ekvatorske Gvineje i Nigerije. Kad je ugovor potpisan, Međunarodni sud pravde (ICJ) je raspravljao o pomorskom sporu između Kameruna i Nigerije; budući da bi ishod tog slučaja utjecao na morske granice u Gvinejskom zaljevu, odlučeno je ostaviti potpuno razgraničenje granice do završetka slučaja pred ICJ-om.
Granica definirana u ugovoru prolazi kroz zaljev Biafra i odvaja nigerijsko kopno od otoka Bioko u Ekvatorskoj Gvineji. Granica se sastoji od devet pravocrtnih pomorskih segmenata definiranih s deset pojedinačnih koordinatnih točaka. Umjesto usvajanja linije na jednakoj udaljenosti između dviju zemalja, ugovor uzima u obzir utvrđene gospodarske interese obiju zemalja u Gvinejskom zaljevu, uključujući postojeće naftne bušotine, postrojenja za bušenje nafte i postojeće dozvole za suglasnost za resurse.
Puni naziv ugovora je Ugovor između Savezne Republike Nigerije i Republike Ekvatorske Gvineje o njihovoj morskoj granici .

## Reference
- Charney, Jonathan I., David A. Colson, Robert W. Smith. (2005). Međunarodne pomorske granice, 5 sv. Hotei Publishing: Leiden.  ;ISBN 9789041119544 ;ISBN 9789041103451 ;ISBN 9789004144613 ;ISBN 9789004144798 ; OCLC 23254092
- Daniel, Tim. "Pomorske granice u Gvinejskom zaljevu", Sveučilište Novog Južnog Walesa